# 平戸市立津吉小学校
平戸市立津吉小学校（ひらどしりつ つよししょうがっこう、Hirado City Tsuyoshi Elementary School）は、長崎県平戸市田代町にある公立小学校。

## 概要
歴史
1874年（明治7年）に開校した「古田小学校」と「前津吉小学校」を前身とする。1887年（明治20年）に一旦合併したが、1901年（明治34年）に合併を解消し分離。その後1931年（昭和6年）に完全に統合した。2011年（平成23年）に統合80周年を迎えた。
学校教育目標
「確かな学力と豊かな心、健やかな体を備え、自らの未来を切り拓く自覚を持った人間を育成する。」
校章・校歌
校区
住所表記で長崎県平戸市の後に「神船町、津吉町、東中山町、西中山町、辻町、鮎川町、無代寺町、大佐志町、田代町、前津吉町、神上町、神ノ川町、船木町、早福町、下中津良町、上中津良町、敷佐町、猪渡谷町、堤町」の続く地域。中学校は平戸市立南部中学校校区。

## 沿革
- 1874年（明治7年）
  - 8月19日 - 古田免の旧庄屋跡に「第五大学区長崎県管下第四中学区松浦郡古田小学校」が開校。
  - 12月 - 前津吉の旧庄屋跡に「第五大学区長崎県管下第四中学区松浦郡前津吉小学校」が開校。
- 実施年月日不明 - 「公立下等古田小学校」・「公立下等前津吉小学校」に改称。
- 1886年（明治19年）7月 - 小学校令の施行により、「簡易古田小学校」・「簡易前津吉小学校」に改称。
- 1887年（明治20年）8月 - 簡易古田小学校と簡易前津吉小学校が合併し、「尋常津吉小学校」となる。
- 1889年（明治22年）4月 - 町村制の施行により、津吉村立の小学校となる。
- 1893年（明治26年）頃 - 小学校令の改正により「津吉尋常小学校」に改称。
- 1901年（明治34年）4月1日 - 津吉尋常小学校が「古田尋常小学校」と「前津吉尋常小学校」の2校に分離。
- 1903年（明治36年）
  - 1月 - 前津吉尋常小学校の新校舎が完成。
  - 6月 - 前津吉尋常小学校に前津吉実業補習学校が併設される。
  - 7月 - 古田尋常小学校に古田実業補習学校が併設される。
- 1908年（明治41年）4月 - 小学校令の一部改正により、義務教育期間が尋常科4年から尋常科6年に延長される。
- 1912年（明治45年）4月 - 前津吉尋常小学校に高等科が併置され、「前津吉尋常高等小学校」に改称。
- 1921年（大正10年）4月 - 古田尋常小学校に高等科が併置され、「古田尋常高等小学校」に改称。
- 1931年（昭和6年）10月1日 - 古田尋常高等小学校と前津吉尋常高等小学校が統合され、「津吉尋常高等小学校」となる。
  - 旧2校のほぼ中間地点にある田代免に新校舎が完成。
  - 旧2校併設の実業補習学校も統合され、「津吉実業補習学校」となる。
- 1935年（昭和10年）5月 - 青年学校令の施行により、津吉実業補習学校が「津吉青年学校」に改称。
- 1941年（昭和16年）4月1日 - 国民学校令により、「津吉村国民学校」に改称。尋常科を初等科に改称。
- 1947年（昭和22年）4月1日 - 学制改革（六・三制の実施）
  - 旧・津吉村国民学校の初等科を改組し、「津吉村立津吉小学校」とする。堤分教場を堤分校とする。
  - 旧・津吉村国民学校の高等科と津吉青年学校を改組し、「津吉村立津吉中学校[1]」（新制中学校）とし、津吉青年学校校舎を使用する。
- 1955年（昭和30年）1月1日 - 町村合併[2]で平戸市が誕生したことにより、「平戸市立津吉小学校」（現校名）と改称。
- 1958年（昭和33年）8月31日 - 平戸市立津吉中学校が統合のため廃止される。
- 1962年（昭和37年）9月 - ミルク給食を開始。
- 1964年（昭和39年）- 鉄筋コンクリート造2階建ての新校舎が完成。
- 1966年（昭和41年）4月14日 - 南部給食センターの完成により、センター方式の完全給食を開始。
- 2004年（平成16年）3月 - 新体育館が完成。
- 2006年（平成18年）7月 - 新校舎が完成。

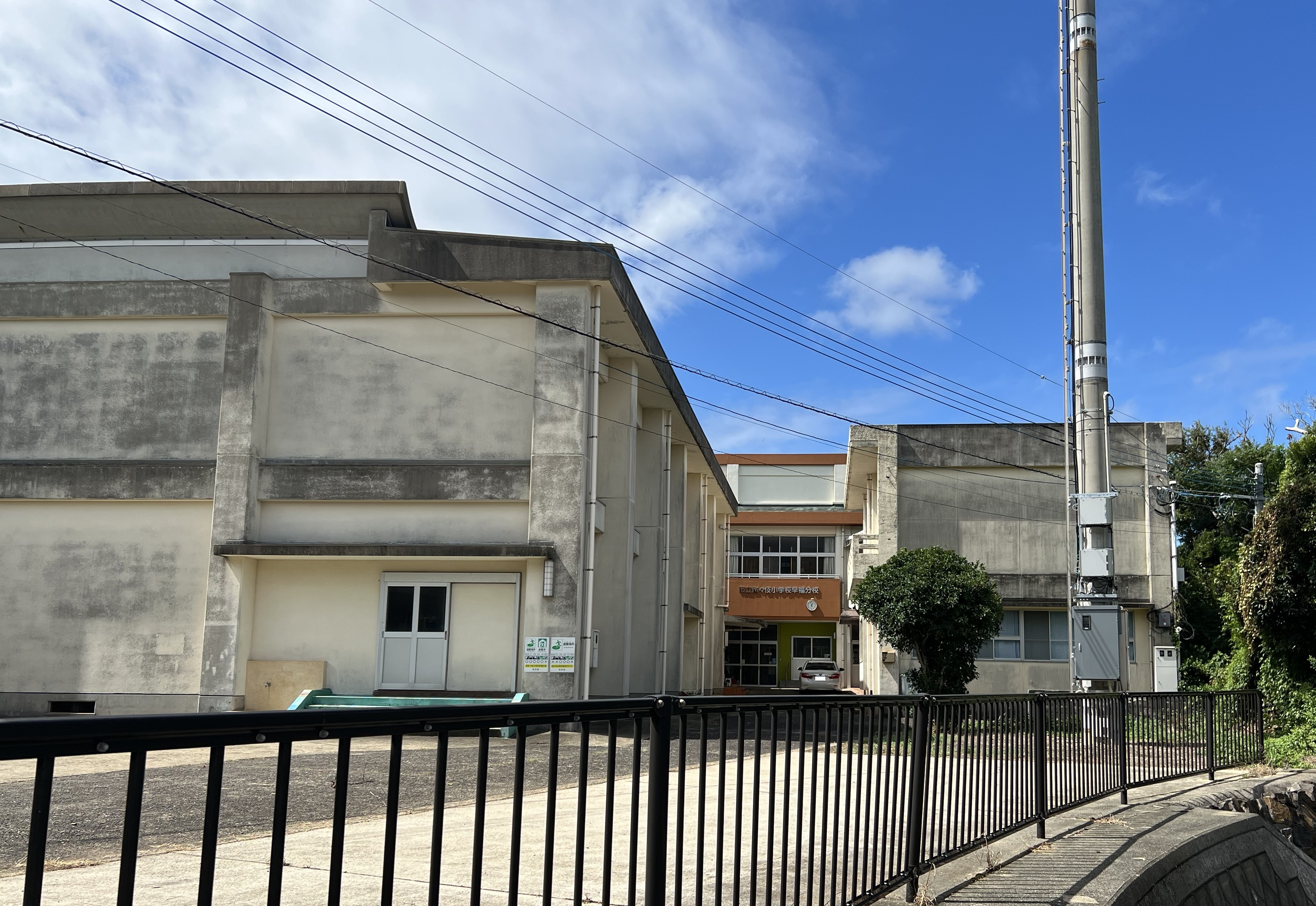
旧・平戸市立志々伎小学校早福分校跡

- 2011年（平成23年）4月1日 - 平戸市立志々伎小学校早福分校[3]を統合。
- 2018年（平成30年）4月1日 - 平戸市立中津良小学校、平戸市立堤小学校の2校を統合[4]。
- 2024年（令和 6年）10月26日‐創立150周年記念式典、3本のトーテムポール完成。

## 交通アクセス
- 最寄りのバス停 - 平戸ふれあいバス「津吉小学校前」バス停
- 最寄りの道路 - 国道383号、長崎県道60号獅子津吉線

## 周辺
- 前津吉郵便局

## 参考資料
- 「平戸市史（復刻版）」（1983年（昭和58年）3月10日発行, 市役所）